# Buttersäureisopropylester
Buttersäureisopropylester ist eine chemische Verbindung aus der Gruppe der Carbonsäureester.

## Vorkommen
Buttersäureisopropylester kommt in Äpfeln, Bananen, Kiwi, Melonen, Papaya, Passionsfrucht, Rum und Erdbeeren vor.

## Gewinnung und Darstellung
Buttersäureisopropylester kann durch Reaktion von Buttersäure mit Propylen in Gegenwart von konzentrierter Schwefelsäure bei 125 °C im geschlossenen Rohr oder auch aus Buttersäure und Isopropylalkohol in Gegenwart von Salzsäure oder p-Toluolsulfonsäure gewonnen werden.

## Eigenschaften
Buttersäureisopropylester ist eine farblose Flüssigkeit, die schwer löslich in Wasser ist. Sie hat einen angenehmen Geruch.

## Verwendung
Buttersäureisopropylester wird als Aromastoff verwendet. In der EU ist es unter der FL-Nummer 09.041 als Aromastoff für Lebensmittel zugelassen.

## Sicherheitshinweise
Die Dämpfe von Buttersäureisopropylester können mit Luft ein explosionsfähiges Gemisch (Flammpunkt 25 °C, Zündtemperatur 435 °C) bilden.